# Idaea amplimargo
Idaea amplimargo là một loài bướm đêm trong họ Geometridae.